# Robert Witchitz

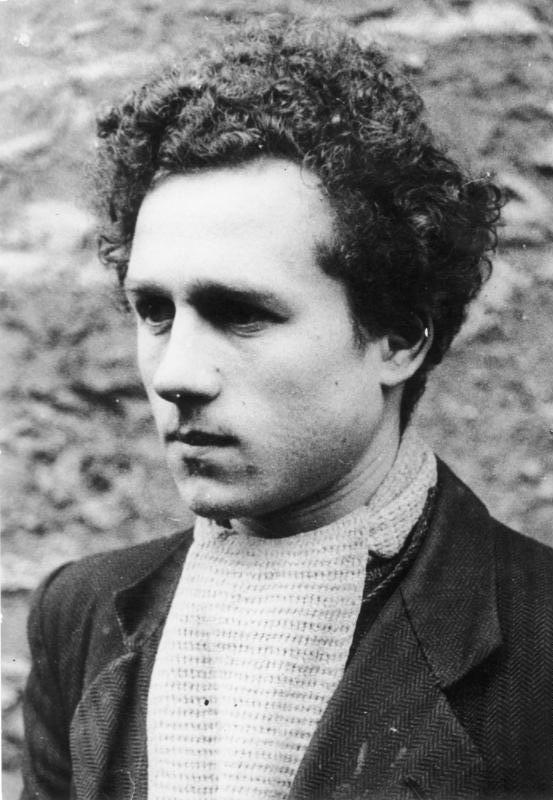
Robert Witchitz

Robert Witchitz (* 5. August 1924 in Abscon; † 21. Februar 1944 am Mont Valérien) war ein französischer Widerstandskämpfer gegen den Nationalsozialismus, Mitglied der Partisanengruppe FTP-MOI und der Gruppe Manouchian.

## Leben
Robert Witchitz wurde 1924 als Sohn des in Polen geborenen Kaufmanns Gustave Witchitz und dessen französischer Ehefrau Louise (geborene Boursault) geboren. Er wuchs bis zu seinem vierten Lebensjahr bei seinen Großeltern auf und zog dann zu seinen Eltern in einen Vorort von Paris. Nach Abschluss seiner Schulzeit erwarb er das französisches Berufsbildungszertifikat CEP und arbeitete erst als Telegrafist, später dann in einer Brennerei.
Während des Zweiten Weltkriegs und der Besatzung der Deutschen Krieges arbeitete er bis Juni 1943 als Hilfsarbeiter im deutschen Artilleriepark (HKP 513) in Vincennes. Im Januar oder Februar 1943 bot ihm Enzo Galleazzi an, der „Francs-tireurs et partisans-Main-d'œuvre immigrée“ (FTP-MOI) beizutreten. Um dem Pflichtarbeitsdienst  des mit Deutschland kollaborierenden Vichy-Regimes zu entgehen, nahm er das Angebot an und diente unter dem 3. italienischen Kommando. er bekam den Kampfnamen „René“ und den üblichen monatlichen Sold von 2300 Francs.
In den folgenden Monaten nahm Witchitz an mehreren Attentaten und Anschlägen teil. Am 13. März 1943 platzierte er gegen 20:45 Uhr einen Sprengsatz mit Zündschnur auf dem Fensterbrett einer von den Deutschen beschlagnahmten Werkstatt in der Rue Desaix in Paris. Am 19. Mai gegen 23 Uhr warf er in Villejuif eine Granate auf einen Bus mit Deutschen. Am 16. Juni gegen 22:55 Uhr warf er eine Granate auf eine von italienischen Soldaten besuchte Bar an der Ecke Rue de Hanovre und Rue de Choiseul (2. Arrondissement). Immer wieder leistete er auch Rückendeckung bei Anschlägen, etwa am 10. Juli 1943, als Ernato Paganini, genannt Michel, eine Granate auf deutsche Soldaten war, die im Hof der Feldkommandantur von Choisy-le-Roi trainierten.
Anfang August 1943 warf Witchitz in Noisy-le-Sec eine Handgranate auf ein von Bahnwärtern bewohntes Gebäude. Am 11. August erschoss er ein Mitglied des Mouvement Franciste in Saint-Ouen-sur-Seine. Am 20. August erschossen Spartaco Fontanot und Witchitz gegen 8:20 Uhr den deutschen Hauptmann Otto Thielepin.
Nachdem mehrere FTP-Mitglieder erschossen worden waren, töteten Rouxel und Witchitz als Reaktion darauf zu mehreren Attentaten gegen deutsche Soldaten. Am 17. September töteten Robert Witchitz, Antoine Salvadori und Cesare Luccarini den Uhrmacher Tagliaferi, der mehrere italienische Antifaschisten denunziert hatte. Immer wieder verübte die Gruppe in der Folge Anschläge auf deutsche Soldaten.

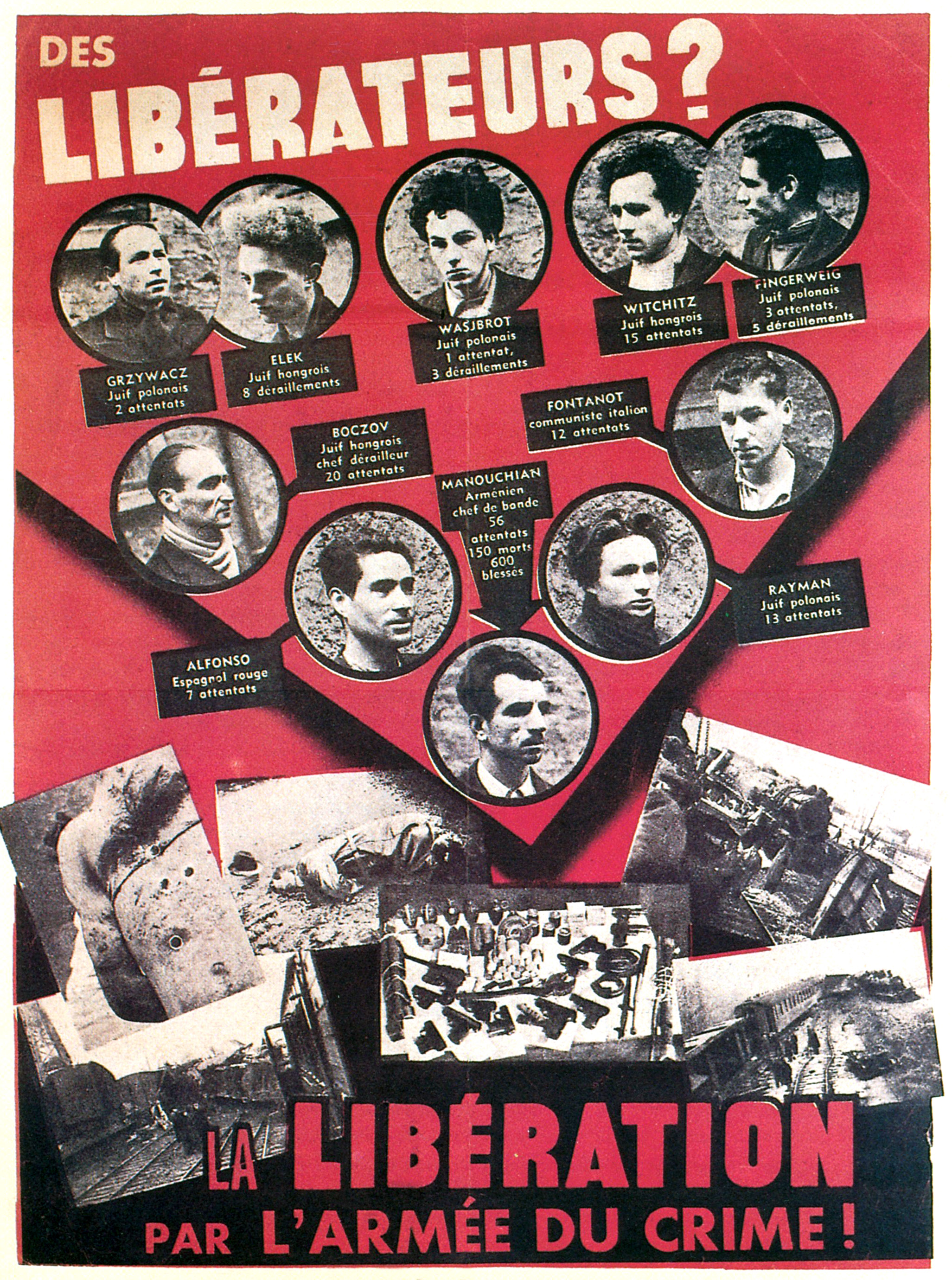
Affiche rouge

Am 12. November 1943 trafen sich gegen 13 Uhr sieben Mitglieder der Gruppe Manouchian in der Rue Lafayette. Rino Della-Negra und Witchitz sollten einen deutschen Geldtransporterfahrer überfallen. Doch der Überfall misslang. Der Fahrer wurde von einem deutschen Soldaten flankiert. Witchitz und Della-Negra eröffneten das Feuer. Als Polizei und Feldgendarmerie eintrafen, kam es zu einer Schießerei. Der schwer verwundete Della-Negra wurde festgenommen. Der leichter verwundete Witchitz konnte fliehen und suchte Zuflucht in einem Keller in der Rue de Provence 21. Doch er wurde denunziert und mit falschen Papieren festgenommen. Auch die anderen Attentäter wurden in den folgenden Tagen inhaftiert: Inspektoren der Brigades spéciales Nr. 2 (BS2) verhafteten Antoine Salvadori und Cesare Luccarini am selben Tag, Georges Cloarec und Spartaco Fontanot am folgenden Tag und dann auch Roger Rouxel.
Anhand der gefundenen Waffe konnten Witchitz die Morde an Tagliaferi, Thielepin und dem deutschen Staatsbürger Heinz nachgewiesen werden. Robert Witchitz war einer der 24 Angeklagten, die am 18. Februar 1944 von einem Pariser Tribunal zum Tode verurteilt wurden. Er wurde am 21. Februar 1944 um 15:22 Uhr auf dem Mont Valérien zusammen mit 22 anderen zum Tode verurteilten Häftlingen hingerichtet, darunter war auch Missak Manouchian, der Anführer der Gruppe. Der Leichnam wurde der Familie übergeben und auf dem Friedhof von Ivry-sur-Seine bestattet.
Der Name und das Foto von Robert Witchitz erschienen auf dem Affiche rouge, einem Propagandaplakat der Nationalsozialisten, das an die Wände der Großstädte geklebt wurde. Unter dem rhetorischen Titel „Befreier?“ präsentierte es die Widerstandskämpfer als Kriminelle und zeigt einige Fotos ihrer Anschläge. Unter Witchitz’ Foto stand die fehlerhafte Legende: „Witchitz, ungarischer Jude, 15 Anschläge.“

## Andenken
Witchitz' Name wurde in das Kriegerdenkmal in Ivry-sur-Seine eingraviert. Am 27. Juli 1945 benannte der Gemeinderat die Rue Vilmay nach Robert Witchitz um. Im Mai 1959 wurde Witchitz posthum zum Ritter der Ehrenlegion ernannt.
Der Name Robert Witchitz erscheint auf den Gedenktafeln für die Gruppe Manouchian in der Rue au Maire 19 in Paris, in Marseille, in der Nähe des Bahnhofs Évry, wo Missak Manouchian und Joseph Epstein verhaftet wurden, und in Blanc-Mesnil.